# Skat (stjärna)
Skat eller Delta Aquarii (δ Aquarii, förkortat Delta Aqr, δ Aqr) som är stjärnans Bayerbeteckning, är en ensam stjärna belägen i den mellersta delen av stjärnbilden Vattumannen. Den har en skenbar magnitud på 3,25, är den tredje ljusaste stjärnan i stjärnbilden och är synlig för blotta ögat där ljusföroreningar ej förekommer. Baserat på parallaxmätning inom Hipparcosuppdraget på ca 20,4 mas, beräknas den befinna sig på ett avstånd på ca 160 ljusår (ca 49 parsek) från solen. 

## Nomenklatur
Delta Aquarii har det traditionella namnet Skat (tidigare också använt för Beta Pegasi)[12], vanligen härlett till det arabiska الساق (som-saq), vilket betyder "ben" eller "skenben". De medeltida formerna Scheat, Seat, Sheat antyder att det i stället kan komma från det arabiska شئت (ši'at), vilket betyder "önskan".
År 2016 organiserade Internationella astronomiska unionen en arbetsgrupp för stjärnnamn (WGSN) med uppgift att katalogisera och standardisera riktiga namn för stjärnor. WGSN fastställde namnet Skat  för Delta Aquarii i augusti 2016 och detta är nu inskrivet i IAU:s Catalog of Star Names.

## Egenskaper
Delta Aquarii A är en blå till vit stjärna i huvudserien av spektralklass A3 V, som genererar energi genom kärnfusion av väte i dess kärna. Den har en massa som är ungefär dubbelt så stor som solens massa, en radie som är ca 2,4 gånger större än solens och utsänder från dess fotosfär ca 26 gånger mera energi än solen vid en effektiv temperatur av ca 9 000 K. 
Delta Aquarii har noga observerats för att finna en följeslagare, men ingen sådan har upptäckts. Den visar inte heller något tecken på överskott av infraröd strålning, som skulle kunna tyda på närvaro av en omgivande stoftskiva. Den ingår sannolikt i Ursa Major Moving Group, som har en beräknad ålder på ca 500 miljoner år.